# Me 4 U
Me 4 U è il primo album in studio del cantante giamaicano Omi, pubblicato il 16 ottobre 2015 su etichette discografiche Ultra Music e Columbia Records.

## Promozione
L'album è stato anticipato da due singoli: Cheerleader, originariamente uscito nel 2012 e poi remixato dal DJ tedesco Felix Jaehn nel 2014, è diventato un successo globale nel 2015, raggiungendo le vette di oltre quindici paesi tra cui gli Stati Uniti, e Hula Hoop, messo in commercio ad agosto 2015. Il 17 marzo 2016 Drop in the Ocean è stato inviato alle radio italiane come terzo estratto.

## Tracce
1. Cheerleader (Felix Jaehn Remix) – 3:01
2. Babylon – 3:23
3. Drop in the Ocean (feat. AronChupa) – 2:57
4. These Are the Days (Luca Schreiner Remix) – 3:08
5. Hula Hoop – 3:26
6. Standing on All Threes – 3:17
7. Promised Land – 2:58
8. Color of My Lips (feat. Busy Signal) – 3:10
9. Stir It – 3:40
10. Fireworks – 3:15
11. Midnight Serenade (feat. Erik Hassle) – 3:27
12. Hitchhiker – 3:25
13. Me 4 U (feat. Sarah West) – 3:10
14. Sing It Out Loud (Freddy Verano Remix) – 3:41

## Successo commerciale
Me 4 U ha debuttato alla 51ª posizione della Billboard 200 statunitense con 9 000 unità equivalenti, di cui 3 000 sono vendite pure.

## Classifiche
| Classifica (2015) | Posizione massima |
| ----------------- | ----------------- |
| Australia         | 37                |
| Belgio (Vallonia) | 163               |
| Canada            | 18                |
| Danimarca         | 25                |
| Francia           | 62                |
| Norvegia          | 21                |
| Stati Uniti       | 51                |
| Svezia            | 9                 |
| Svizzera          | 89                |